# Michele Cesari
Michele Giovanni Cesari (Sant'Angelo Lodigiano, 7 maggio 1980) è un attore italiano.

## Biografia
All’età di diciassette anni frequenta per gioco il suo primo corso di recitazione e, dopo aver conseguito la maturità artistica nel suo paese di origine San Colombano al Lambro, decide di frequentare a Milano il corso triennale “Ricerca e formazione dell’attore” diretto da Raul Manso sul metodo Stanislavskij.
Dopo aver conseguito la laurea breve in Visual design decide di dedicarsi completamente alla professione di attore e frequenta i corsi tenuti a Perugia di Biomeccanica di Mejerchol'd, da Gennadi Bogdanov e successivamente approfondisce la sua conoscenza riguardante la commedia dell’arte seguendo lezioni tenute da Michele Monetta.
Nel 2002 si trasferisce a Roma dove prosegue gli studi nel laboratorio C.I.A.P.A.  di Gisella Burinato e con il trasferimento a Roma iniziano anche le collaborazioni per il teatro: “La Venexiana”, “Dodici Uomini arrabbiati”, “Cardinal mia cara”.
Iniziano inoltre in questo periodo le sue prime partecipazioni a vari progetti televisivi tra cui Vivere, Orgoglio - capitolo terzo, Sottocasa, Casa Vianello e Terapia d'urgenza.
Nel 2006 riceve il premio “Personalità Europea – categoria giovani attori emergenti” in Campidoglio.
Nel 2007 prende parte al film Quell'estate di Guendalina Zampagni, in concorso al Roma Film Festival 2008.
Nel 2008 si sposta a New York per continuare la sua formazione al Black Nexxus di Susan Batson e presso la scuola di improvvisazione del Saturday Night Live Show, alias P.I.T.
Risale a questo periodo la sua partecipazione al film statunitense Summertime di Max Weissberg, miglior sceneggiatura originale al First Time Fest di New York nel 2013.
Al suo ritorno in Italia nel 2012 entra a far parte del cast della soap opera di Rai 3 Un posto al sole, con il ruolo di Tommaso Sartori, ruolo che ricoprirà per tre stagioni.
Sempre nel 2012 partecipa con un ruolo di protagonista al film per la televisione Un angelo all’inferno di Bruno Gaburro.
Nel 2014 partecipa a Taipei Factory II, seconda parte di un progetto co-prodotto dalla commissione governativa taiwanese e da Rai Cinema, comprendente tre cortometraggi da 30 minuti, con base a Taipei, diretti da un regista di Taiwan e interpretati da attori italiani. Il film è stato presentato in anteprima nella sezione Fuori Concorso del Festival di Venezia del 2014..
Dal 2014 fa parte del cast della serie Disney Alex & Co. nel ruolo del prof. Giovanni Belli.
Dal 2014 inoltre intensifica la sua attività teatrale, partecipando agli spettacoli, diretti da Michele Suozzo, “La danza nelle tenebre” – monologo tratto dai diari di Vaclav Nižinskij - e “Amori Proibiti” nel ruolo di Julian da Porcile di Pasolini; e interpretando il Tenente Child in “Oltre i verdi campi” di Nick Withby, regia di Georgia Lepore; Macbeth nella riscrittura shakesperiana “Prima del sangue” di Patrick Girard; Luca nel testo teatrale “Per un istante” di Giampiero Rotoli, regia di Alessandro Averone e Emanuela Liverani; Mick in “Leonardodicapriotuttoattaccato” scritto e diretto da Riccardo Festa.
Nel 2015 ha interpretato il tirocinante dott. Edoardo Zanoni nella decima serie di successo di Un medico in famiglia.
Nel 2017/2018 partecipa al progetto Shakespeare 2018, organizzato e prodotto dalla Sycamore T Company e da Casa Shakespeare, realizzando la regia teatrale di una riscrittura shakesperiana, “Rosalina – come la polvere e il fuoco” di Silvia Guidi, e interpretando, per la serie di corti Sh-ort-akespeare/Assoli Shakesperiani, il monologo di Amleto nella doppia versione italiano/inglese, e dirigendo e interpretando un frammento di Molto Rumore per nulla.
È sempre del 2017 la sua interpretazione in lingua originale di Jago nell'Othello diretto da Francesco Figliomeni.
Nel luglio del 2017 partecipa al corto, prodotto dalla AFMOVIE e distribuito dalla Première Film, "Sulla soglia"  diretto da Riccardo Festa.
Nel 2018 partecipa al film tratto dal romanzo di Marilù S. Manzini, Il quaderno nero dell’amore, opera prima registica della stessa autrice.
Il 14 febbraio 2019 entra a far parte del cast della terza stagione di "Il Paradiso delle Signore - Daily"  con il personaggio del Dott. Cesare Diamante e viene confermato anche per la quarta stagione.

## Filmografia

### Cinema
- Ho voglia di te, regia di Luis Prieto (2007)
- Quell'estate, regia di Guendalina Zampagni (2008)
- Summertime, regia di Max Weissberg (2011)
- episodio, The Thrill is Gone di Taipei Factory II, regia di Chi-jan Hou (2014)
- Come diventare grandi nonostante i genitori, regia di Luca Lucini (2016)
- Il quaderno nero dell'amore, regia di Marilù Manzini (2021)

### Televisione
- Vivere – serial TV (2001-2002)
- Casa Vianello – serie TV, 1 episodio (2002)
- Camera Café – serie TV, episodio 1x432 (2004)
- Orgoglio – serie TV (2004)
- Il mammo – serie TV, episodio 2x04 (2005)
- Orgoglio - capitolo terzo (2005)
- Radio sex – serie TV,  1 episodio (2006)
- Sottocasa – serial TV (2006)
- Distretto di polizia – serie TV,  1 episodio (2006)
- Colpi di sole – serial TV, 1 puntata (2007)
- Terapia d'urgenza – serie TV, 12 episodi (2007-2009)
- Don Matteo – serie TV, episodi 8x02-9x24 (2011-2014)
- Un angelo all'inferno, regia di Bruno Gaburro – film TV (2012)
- Un posto al sole – serial TV, 3 puntate (2014)
- Il restauratore 2 – serie TV, episodio 2x04 (2014)
- Alex & Co. – serie TV, 41 episodi (2015-2016)
- Un medico in famiglia – serie TV (2016)
- Casa Flora – serie TV (2017)[1]
- Il paradiso delle signore – serial TV, 46 puntate (2019)

## Teatro
- Piacer figlio d'affanno (2002)
- La parola ai giurati (2003)
- La Venexiana (2006)
- Cardinal Mia cara (2012)
- La danza nelle tenebre (2014)
- Oltre i verdi campi (2014)
- Prima del sangue (2015)
- Per un istante (2015)
- Leonardodicaprio tuttoattaccato (2015)
- Amori proibiti (2016)
- Othello (2017)
- Rosalina - come la polvere e il fuoco (Regia - 2018)
- NidoBianco 2.0 (Co-regia - 2019)